# کریستیان پرز
کریستیان پرز (به فرانسوی: Christian Perez) بازیکن فوتبال و مهاجم اهل فرانسه است که از سال ۱۹۸۸ تا ۱۹۹۲ میلادی عضو تیم ملی فوتبال فرانسه بوده‌است. وی در ۲۲ بازی ملی حضور داشته است و در بازی‌های ملی‌اش ۲ گل به ثمر رساند.